# Diecezja Clogher
Diecezja Clogher – diecezja Kościoła katolickiego w Irlandii i Irlandii Północnej, istniejąca od 454.

## Ordynariusze
- San Macartan (454?–506)
- San Tigernach (?–549)
- San Sinell (550–?)
- Liberio
- San Fedlimid
- Deodiagha MacCarwail
- Armetus
- Hermetius
- Sant'Ultan
- Settine
- Earch
- Eirglean
- Cedach
- Crimir-Rodan
- San Laserian
- Attigern
- Sant'Enda (?–571)
- Faeldobar (?– 731)
- Ailild (?–867 od 897)
- Kinfail (?–929)
- Conaing O’Domnellan (?–959)
- Cenaid Tumultuach
- Cellach
- Murigach
- O’Do
- O’Buigil
- Muiredach
- MacMelisa
- O’Cullen (?–1126)
- Christian O’Morgair (1126–1138)
- Edan O’Kelly (1139–1178)
- Maelisa O’Carrol (1178–1184)
- Christian O’Macturan (1184–1191)
- Maelisa MacMaelkieran (1191–1195)
- Tigernach MacGilla Ronan, O.S.A. (1195–1218)
- Donatus O’Fidabra (1218–1227)
- Nehemias O’Brogan (1227–1240)
- David O’Brogan, O.Cist. (1240–1267)
- Michael MacInsair (1268–1287)
- Matthew O’Cohesy (1287–1310)
- Henry (1310–1316)
- Gelasius O’Banan (1316–1319)
- Nicholas O’Cohesy (1320–1356)
- Brian MacCamoeil (1356–1358)
- Matthew McCatasaid (1361–?)
- Odo O’Neil (?–1370)
- John O’Corcoran, O.S.B. (1373–około 1389)
- Arthur MacCamoeil (1389–1432)
- Peter MacGuire (1433–1447)
- Roger MacGuire (1447–1483)
  - Florence Woolley, O.S.B. (1475–?)
- John Edmund de Courcy, O.F.M. (1484–1494)
- Nehemias Ó Cluainín, O.E.S.A. (1502–1503)
- Patrick O’Cannally (1504–1504)
- Eugene MacChamaell (1505–1515)
- Patrick O’Culwin, O.E.S.A. (1517–1534)
- Hugh O’Cervellan (1535–?)
- Raymund MacMahon (1546–1560)
- Cornelius MacArdel (1560–1568)
  - Sede vacante (1568–1609)
- Eugene Matthews (1609–1611)
  - Sede vacante (1611–1643)
- Heber McMahon (1643–1650)
  - Sede vacante (1650–1671)
- Patrick Duffy, O.F.M.Ref. (1671–1675)
- Patrick Tyrrell, O.F.M.Ref. (1676–1689)
  - Sede vacante (1689–1707)
- Hugh McMahon (1707–1715)
  - Sede vacante (1715–1727)
- Bernard (Brian Roe) McMahon (1727–1737)
- Ross McMahon (1738–1747)
- Daniel O’Reilly (1747–1778)
- Hugh O’Reilly (1778–1801)
- James Murphy (1801–1824)
- Edward Kernan (1824–1844)
- Charles McNally (1844–1864)
- James Donnelly (1865–1893)
- Richard Owens (1894–1909)
- Patrick McKenna (1909–1942)
- Eugene O’Callaghan (1943–1969)
- Patrick Mulligan (1969–1979)
- Joseph Duffy (1979–2010)
- Liam MacDaid, (2010–2016)
- Larry Duffy (od 2018)